# Kourtney i Khloé jadą do Miami
Kourtney i Khloé jadą do Miami (ang. Kourtney and Khloé Take Miami) – amerykański reality show wyemitowany po raz pierwszy na kanale E! 16 sierpnia 2009 roku.
W sierpniu 2009 ogłoszono, że Kourtney i Khloé wystąpią w nowej produkcji, której premierę początkowo wyznaczono na wrzesień 2009. Siostry zdecydowały się poszukać zupełnie nowych wrażeń z dala od rodzinnego domu i wyprowadzić się na słoneczną Florydę do Miami, gdzie otwierają nowy butik. 13 czerwca 2010 (w kraju produkcji) pojawił się drugi sezon.
Trzeci, ostatni sezon serialu miał swoją premierę 20 stycznia 2013.

## Występują
- Kourtney Kardashian – córka Kris Jenner i Roberta Kardashiana. Wraz z siostrami Kim i Khloé jest właścicielką butiku D-A-S-H w Miami na Florydzie. 14 grudnia 2009 urodziła Masona – syna Scotta Disicka.
- Khloé Kardashian – najmłodsza córka Kris Jenner i Roberta Kardashiana. 27 września 2009 roku poślubiła koszykarza NBA Los Angeles Lakers Lamara Odoma. Prowadzi własny program w radiu Y-100 pt. Khloé po zmierzchu.

### Osoby występujące gościnnie
- Kim Kardashian – siostra Kourtney i Khloé; współwłaścicielka butiku odzieżowego D-A-S-H w Miami
- Terrence J – przyjaciel Khloé, współprowadzący jej program radiowy "Khloé po zmierzchu"
- Rob Kardashian – brat Kourtney i Khloé
- Kris Jenner – mama Kourtney i Khloé
- Kendall i Kylie Jenner – przyrodnie siostry Kourtney i Khloé
- Jonathan Cheban - przyjaciel Kourtney i Khloé

## Odcinki

### Sezon 1
Pierwszy odcinek wyemitowany 16 sierpnia 2009 na kanale E! obejrzało 2,7 miliona widzów.
| N/o | Tytuł odcinka             | Polski tytuł                        | Premiera amerykańska | Opis odcinka |
| --- | ------------------------- | ----------------------------------- | -------------------- | --- |
| 1   | Paint The Town Dash       | Nowy butik w mieście                | 16 sierpnia 2009     | Nowy sklep w Miami i nowy program radiowy to zbyt duże wyzwanie dla Khloé, które prowadzi do kłótni z Kim mogącej zachwiać przyszłością butiku Dash.  |
| 2   | Sex, Drugs & Consequences | Seks, narkotyki i konsekwencje      | 23 sierpnia 2009     | Khloé może stracić pracę w radiu, bo poruszyła w programie temat narkotyków. Tymczasem Kourtney przyjmuje zaloty lesbijki.                            |
| 3   | Hangover Helpers          | Topienie smutków                    | 30 sierpnia 2009     | Khloé organizuje w Dash casting, aby znaleźć chłopaka dla Kourtney. Kim przyjeżdża z wizytą i pod wpływem sióstr mocno się upija.                     |
| 4   | Kourt Gone Wild           | Szaleństwa Kourt                    | 6 września 2009      | Kourt próbuje zapomnieć o Scotcie. Khloé zbiera fundusze dla społeczności LGBT i organizuje konkurs dla transseksualnych sobowtórów Khloé Kardashian. |
| 5   | Seems Like Old Times      | Jak w dawnych czasach               | 13 września 2009     | Były chłopak Kourtney, Scott, niespodziewanie znów pojawia się na horyzoncie. Tymczasem jedna z pracownic Dash, Erika, może zostać zwolniona.         |
| 6   | All Men Are Dogs          | Modelki nie jeżdżą na skateboardzie | 20 września 2009     | Kourtney ratuje karierę Carrie, jednej z modelek Dash. Tymczasem Khloé uczy się hiszpańskiego, aby zwiększyć dochody sklepu.                          |
| 7   | Land of the Lost          | Kraina zagubionych                  | 27 września 2009     | Dziewczyny próbują dotrzeć do Tampy, ale po drodze gubią się w Everglades. Tymczasem Kourtney podejrzewa, że jest w ciąży.                            |
| 8   | Executive Decisions       | Ważne decyzje                       | 4 października 2009  | Kourtney musi podjąć poważne decyzje, ponieważ już wie, że jest w ciąży, a ojcem dziecka jest Scott. Sama nie jest gotowa, aby zostać matką.          |

### Sezon 2
Pierwszy odcinek drugiego sezonu wyemitowany w Stanach Zjednoczonych obejrzało 2.607 mln widzów. Finałowy odcinek zobaczyło 3.656 mln widzów, co było najlepszym wynikiem spośród wszystkich odcinków jakie do tej pory wyemitowano.
| N/o | Tytuł odcinka                        | Polski tytuł            | Premiera amerykańska | Opis odcinka |
| --- | ------------------------------------ | ----------------------- | -------------------- | --- |
| 1   | Back in Miami                        | Z powrotem w Miami      | 13 czerwca 2010      | Kourtney i Khloe, razem ze Scottem i Masonem, wracają do Miami, by postawić z powrotem butik D-A-S-H- na nogi. Pozują do rozbieranej sesji zdjęciowej razem z dwoma pracownicami, aby promować sklep. Tym razem Kourtney jest bardzo sfrutrowana zachowaniem Khloe. Po tym jak ta spóźnia się na nagranie Khloe After Dark, ostatecznie z niego rezygnuje. Podczas gdy Scott szykuje się do otwarcia swojego pierwzego nocnego klubu |
| 2   | Wax On Wax Off                       | Z tęsknoty za imprezami | 20 czerwca 2010      | Po wizycie dawnych znajomych Kourtney postanawia z powrotem rzucić się w wir imprezowania. |
| 3   | Scotts-o-phrenia                     | Złośliwe gierki         | 27 czerwca 2010      | Khole posuwa się zbyt daleko insynuując, że Scott jest groźnym socjopatą. |
| 4   | Jealousy Makes the Heart Grow Fonder | Zazdrość otwiera serce  | 5 lipca 2010         | Kourt wykorzystuje swoją dawną miłość Jackie, aby wywołać zazdrość u Scotta. Khloé nie podobają się zbyt bliskie relacje Roba i Lamara. |
| 5   | Picture Perfect                      | Obraz doskonały         | 11 lipca 2010        | Kourtney ciężko pracuje, aby przygotować się do sesji zdjęciowej. Stres sprawia, że wywołuje bójkę z Khloé, która może zniszczyć ich relacje. |
| 6   | Sisterly Love                        | Siostrzana miłość       | 18 lipca 2010        | Po wyjeździe Khloé, Kim próbuje naprawić relacje z Kourtney. Jedna z pracownic Dash podejrzewa, że zaraziła się chorobą przenoszoną drogą płciową. |
| 7   | Kourtney`s Denial                    | Negacja Kourtney        | 25 lipca 2010        | Kim przyjeżdża do Miami, aby pod nieobecność Khloé pomagać Kourtney. Jest tak chętna do pomocy, że chce nawet opiekować się Masonem. |
| 8   | Man In The Mirror                    | Mężczyzna w lustrze     | 1 sierpnia 2010      | Scott pije tak dużo, że traci kontrolę nad swoim zachowaniem. Kourtney nie chce go widzieć, dopóki nie zacznie się leczyć. |
| 9   | It's My Life                         | To moje życie           | 8 sierpnia 2010      | Kris uważa, że obowiązkiem matki jest przekonanie Kourtney, aby zerwała ze Scottem. Khloé odkrywa, że zwolnienie pracownika jest trudnym zadaniem. |
| 10  | Broken Family                        | Rozbita rodzina         | 15 sierpnia 2010     | To już ostatni tydzień w Miami i Kourtney musi podjąć decyzję, czy po incydencie z rozbitym lustrem dalej chce być ze Scottem. |

### Sezon 3
| N/o | Tytuł odcinka                      | Polski tytuł | Premiera amerykańska | Opis odcinka |
| --- | ---------------------------------- | ------------ | -------------------- | ------------ |
| 1   | Welcome Back to Miami              | -            | 20 stycznia 2013     | -            |
| 2   | Secrets                            | -            | 21 stycznia 2013     | -            |
| 3   | Lez-B-Honest                       | -            | 27 stycznia 2013     | -            |
| 4   | Dragon Me Down                     | -            | 10 lutego 2013       | -            |
| 5   | 2 Klose 4 Komfort                  | -            | 17 lutego 2013       | -            |
| 6   | Bitch Slapped                      | -            | 18 lutego 2013       | -            |
| 7   | We'll Always Have Paris            | -            | 3 marca 2013         | -            |
| 8   | Miami VICEs                        | -            | 10 marca 2013        | -            |
| 9   | Lord Disick in the House           | -            | 17 marca 2013        | -            |
| 10  | See Ya Later, Alligator            | -            | 24 marca 2013        | -            |
| 11  | Babies, Lies, and Alibis: Part One | -            | 31 marca 2013        | -            |
| 12  | Babies, Lies, and Alibis: Part Two | -            | 7 kwietnia 2013      | -            |